# Xylopia conjungens
Xylopia conjungens là loài thực vật có hoa thuộc họ Na. Loài này được R.E. Fr. miêu tả khoa học đầu tiên năm 1931.